# Rob Miller
Robert William Miller (Carlisle, 5 agosto 1989) è un ex rugbista inglese, già estremo di Sale Sharks e Bath.

## Biografia
Cresciuto nel villaggio di Bothel, in Cumbria, Miller divenne professionista nel 2008 con Newcastle, suo primo club seniores; dopo tre anni nel nord-est inglese si trasferì al Sale Sharks.
Benché a livello internazionale avesse rappresentato le formazioni inglesi dalla U-16 alla U-20, vincendo lo Slam nel 6 Nazioni di categoria e raggiungendo la finale dei mondiali giovanili 2008 e 2009, non ebbe mai l'occasione di essere convocato per la nazionale maggiore.
Nel 2014 si trasferì al Wasps, in cui rimase fino al 2022, anno in cul il club, già alle prime avvisaglie di amministrazione controllata che lo avrebbero condotto al fallimento pochi mesi più tardi, comunicò al giocatore che il suo contratto non sarebbe stato rinnovato a fine stagione; ciò segnò di fatto la fine della carriera professionistica di Miller.